# آی‌ال‌وای (ترانه)
«آی‌ال‌وای (دوستت دارم عزیزم)» (به انگلیسی: ILY (I Love You Baby)) آهنگی از تهیه‌کننده آمریکایی سرف مسا است که با همراهی امیلی فلود آن را منتشر کرده‌است. این ترانه برای اولین بار در تاریخ ۲۶ نوامبر ۲۰۱۹ منتشر شد. هنگامی که این آهنگ از طریق آسترال‌ورکز و گروه موسیقی یونیورسال در فوریه ۲۰۲۰ دوباره منتشر شد، از طریق کلیپ‌های تولید شده توسط کاربر در برنامه تیک‌تاک شروع به محبوبیت کرد. این آهنگ از آن زمان در صدر جدول Airplay 100 رومانی قرار دارد. همچنین در اتریش، آلمان، هلند، اسلواکی و سوئیس و همچنین ۴۰ استرالیا، بلژیک (فلاندرس و والونی)، جمهوری چک، دانمارک، استونی، فرانسه، ایرلند، لیتوانی، نیوزیلند به فهرست ۱۰ ترانه برتر رسید. و نروژ. این آهنگ تکرار اساسی بخشی از آواز آهنگ سال 1967 " Can't Take My Eyes Off You " از فرانکی والی است.

## زمینه و ترکیب
نام اصلی این آهنگ در ابتدا «آی‌ال‌وای» بود و به «آی‌ال‌وای (دوستت دارم عزیزم)» تغییر نام داد تا مردم بتوانند آهنگ را راحت تر پیدا کنند. مایک واس از ایدولاتور این ترانه را به عنوان "آهنگ کر در یک حلقه مصنوعی رویایی که جایی بین پیت بیسکوییت و کسبو قرار می‌گیرد " توصیف کرد و آن را به عنوان "موسیقی متن کامل برای هر لحظه خوشحال کننده" ستایش کرد. Hits Daily Double این آهنگ را «نسخه گرم کننده کلوپ بانگر» از نسخه اصلی خواند. کلید آهنگ B Minor و سرعت آن 112 BPM است.